# Đảo Saadiyat
Đảo Saadiyat (tiếng Ả Rập: جزيرة السعديات; jazīrat as-saʿdiyyāt, cho "Đảo của sự Hạnh phúc" ) là một dự án văn hoá du lịch và di sản văn hoá Các Tiểu Vương quốc Ả Rập Thống nhất. Dự án, đang được phát triển, bao gồm một hòn đảo rộng lớn, nằm thấp, cách bờ biển Abu Dhabi, UAE 500 mét (1.600 ft). Nó không như Quần đảo Cọ ở Dubai, một hòn đảo hoàn toàn nhân tạo được đổ đất đá lên, mà là một lõi cát tự nhiên trong khu vực rừng ngập mặn, được củng cố và mở rộng bằng các lớp trám bổ sung. Hòn đảo này phục vụ cho việc mở rộng diện tích xây dựng và bãi biển khổng lồ của thành phố Abu Dhabi. Một dự án hỗn hợp thương mại, dân cư và giải trí hiện đang được xây dựng trên đảo, dự kiến hoàn thành vào năm 2020. Đảo Saadiyat dự kiến sẽ trở thành trung tâm văn hóa của Abu Dhabi, chủ yếu dành cho Khu văn hoá của đảo dự kiến bao gồm tám viện bảo tàng.
Đảo này cách phố Abu Dhabi 5 phút bằng xe hơi, 20 phút tới Sân bay Quốc tế Abu Dhabi và 1 giờ tới Dubai.

## Các quận dự kiến
Đảo Saadiyat, phát triển rộng 27 km2, sẽ được chia thành 7 huyện , nơi cuối cùng sẽ chứa được hơn 145.000 người .

### Khu văn hóa Saadiyat
Nằm ở phía tây của hòn đảo, khu Văn hoá Saadiyat chiếm không quá 10 phần trăm tổng diện tích của dự án.
Quận văn hoá có tổng diện tích 2,43 kilômét vuông (0,94 dặm vuông Anh). Có kế hoạch chi 85 triệu bảng cho các dự án sau::
Bảo tàng Louvre Abu Dhabi, dự định mở 2015, đã khai mạc vào ngày 8.11.2017 
Guggenheim Abu Dhabi bởi Frank Gehry
Bảo tàng Quốc gia Zayed National Museum bởi Foster + Partners
Abu Dhabi Performing arts center bởi Zaha Hadid